# イン・ザ・カット
『イン・ザ・カット』（In the Cut）は、2003年のアメリカ映画。スザンナ・ムーアの同名の小説を、本人とジェーン・カンピオンが脚色する。

## ストーリー
フラニー（メグ・ライアン）は、いつもと変わらない平穏な毎日を送っていたある日、近隣で猟奇殺人事件が起きる。フラニーは、事件の犯人を目撃したのだが、聞き込み捜査にきた刑事マロイ（マーク・ラファロ）には、それを話すことができなかった。彼女は不思議な魅力を持つマロイと関係を持つようになるが、不審な出来事が続くようになり、彼が犯人ではないかと疑うようになっていく。

## キャスト
| 役名             | 俳優                           | 日本語吹替 |
| ---------------- | ------------------------------ | ---------- |
| フラニー         | メグ・ライアン                 | 小山茉美   |
| マロイ           | マーク・ラファロ               | 原康義     |
| ポーリーン       | ジェニファー・ジェイソン・リー | 荒井静香   |
| ジョン・グラハム | ケヴィン・ベーコン             | 藤原啓治   |
| ロドリゲス       | ニック・ダミチ                 | 寺杣昌紀   |
| コーネリアス     | シャーリーフ・パグ             |            |

- その他の声の吹き替え：白熊寛嗣／川村拓央／望月健一／茂呂田かおる／村竹あおい／松本大／遠藤純一／西宏子／杉本ゆう／原田晃

## 製作
ニコール・キッドマンが1995年から温めていた企画である。当初は主人公のフラニー役はキッドマンが演じる予定だったが、後に降板し、代わりにメグ・ライアンが抜擢された。共演者としてジェイミー・リー・カーティスへ交渉されていたが実現せず、結局マーク・ラファロが選ばれた。他にミッキー・ロークが出演を希望していたが、ニコール・キッドマンに断られた。
撮影は2002年7月にニューヨークで開始された。撮影中、ケヴィン・ベーコンの参加が決まった。